# Nowy budynek gimnazjum św. Elżbiety we Wrocławiu
Budynek dawnego gimnazjum św. Elżbiety (łac. Elizabethanum) – zabytkowy budynek szkolny dawnego pierwszego we Wrocławiu Gimnazjum św. Elżbiety, a obecnie siedziba dwóch Instytutów Uniwersytetu Wrocławskiego: Pedagogiki i Psychologii.  

## Historia i opis architektoniczny budynku
Do 1903 roku siedziba pierwszego gimnazjum św. Elżbiety we Wrocławiu znajdowała się w centrum miasta przy ulicy św. Elżbiety 3/4. W 1893 roku, z powodu niefunkcjonalnej i ciasnej szkoły, zapadła decyzja o wzniesieniu nowej placówki przy ulicy Dawida 1-3. Prace nad projektem powierzono wówczas Karlowi Klimmowi i Richardowi Plüddemannowi. Na budowę nowej szkoły przeznaczono tereny miejskie leżące na południu miasta, na tzw. Polach Stawowych. Działka pod budowę leżała dokładnie u zbiegu ulic dzisiejszych ulic Dawida i Joannitów. 
Pierwsze szkice budynku autorstwa Plüddemanna zostały sporządzone już w 1897 roku, projekt koncepcyjny wykonano w latach 1898-1899 również przez Plüddemanna, ale przy współpracy Klimma. W latach 1900–1901 zaprezentowano aneks do projektu elewacji zachodniej oraz projekt techniczny. Plüddemannowi pomagał w tym inspektor Nathansohn. Prace rozpoczęte w 1901 roku trwały dwa lata, a oficjalne otwarcie nastąpiło 16 listopada 1903 roku. Koszt prac wyniósł 592 tysiące marek. Podczas ceremonii otwarcia gmachu szkoły Richard Plüddemann otrzymał tytuł królewskiego tajnego radcy budowlanego, a Karl Klimm Order Korony IV klasy. Inwestycja, poza budynkiem szkolnym obejmowała salę gimnastyczną z sanitariatami oraz dom dyrektora z mieszkaniem dla woźnego; założono również ogród i dziedziniec o wymiarach 50 na 60 metrów.   
Budynek został zaprojektowany na planie litery "L". Bryła gmachu utrzymana była w średniowiecznym stylu. Jego fasada rozczłonkowywały liczne ryzality, a cały gmach pokryty został wysokim dachem z licznymi renesansowymi szczytami i wieżą. Swoim wyglądem nawiązywał do historii gimnazjum sięgającej epoki renesansu. Mury wzniesiono z kremowobiałej cegły ułożonej w wątku główkowym i piaskowca. Plüddemann do wystroju elewacji wykorzystał rzeźbione elementy kamienne. Na ścianach elewacji znajdowały się kute w kamieniu secesyjne ornamenty o znaczeniu moralizatorsko-dydaktycznym, m.in. liście i owoce dębu, kasztanowca i sosny jako symbole zdrowia, siły i śmiałości lub wizerunki kruka i sowy jako symbole mądrości, nauki i wiedzy. Tego typu ozdoby wpisywały się w popularny od 1896 roku nurt w pedagogice, znany w Niemczech jako "wychowanie przez sztukę" (Kunsterziehung). Trójkątne szczyty w zakończeniach ozdobione były kwiatonami-szyszkami. Dodatkowe detale elewacji związane były również z symboliką miasta: w zakończeniu głównego szczytu znajdował się herb miasta, zwieńczony trójkątnym, renesansowym frontonem. W narożu balkonu znajdującego się nad portalem głównego wejścia, nad wizerunkiem smoka, znajdowała się rzeźba św. Elżbiety Turyńskiej. Wszystkie elementy kamienne wykonał Carl Schilling z Berlina oraz firma Kūnzel & Hiller z Wrocławia. Nad wejściem do budynku znajdował się napis "Gymnasium zu St Elisabeth Auf den Teichäckern".
Motywem przewodnim dla zaprojektowanych pomieszczeń było światło: w przedsionku budynku znajdował się napis Salve lux post tenebras. Układ wewnętrzny był jednotraktowy: sale lekcyjne zaprojektowane były od strony dziedzińca czyli od strony wschodniej i południowej, a po drugiej stronie, z widokiem na ulicę, znajdowały się korytarze. W sumie zaprojektowano dziewiętnaście sal lekcyjnych, pokój do fizyki, chemii z pomieszczeniami pomocniczymi, bibliotekę, salę do nauki rysunku, salę do nauki śpiewu i aulę. W części parterowej umieszczono pokój dyrektora, pokój dla nauczycieli i salę dla odwiedzających rodziców. Sale lekcyjne były dobrze oświetlone i dzięki swojemu położeniu izolowane od hałasu zewnętrznego. Na II piętrze znajdowała się secesyjna aula z bogato ozdobionymi malarsko ścianami, z elementami snycerskimi, z drewnianą wieszarową konstrukcją dachu oraz z wypełnionymi secesyjnymi witrażami oknami. Jej projektantem był Klimm. Sklepienia korytarzy opierają się na wielkich kamiennych romanizujących kolumnach z kielichowymi kapitelami zdobionymi stylizowaną roślinnością, motywami liści dębu i winorośli.   
W 1913 roku budynek został powiększony w kierunku południowym, a jego projektantem był architekt i inspektor budowlany, pracownik Miejskiego Biura Zagospodarowania Julius Nathansohn. Na dachu nowego skrzydła umieszczono platformę do obserwacji astronomicznych.     